# Moustoir-Ac
 Moustoir-Ac  (en bretón Moustoer-Logunec'h) es una población y comuna francesa, situada en la región de Bretaña, departamento de Morbihan, en el distrito de Pontivy y cantón de Locminé.

## Demografía
| 1660 | 1470 | 1309 | 1342 | 1423 | 1476 |
| Para los censos de 1962 a 1999 la población legal corresponde a la población sin duplicidades (Fuente: INSEE [Consultar]) |      |      |      |      |      |